# Рыцарский поединок

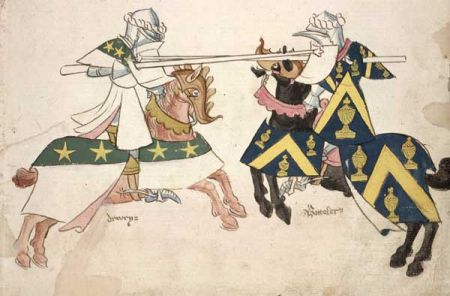
Поединок рыцарей на копьях. Рисунок нач. XVI в.

Рыцарский поединок на копьях или сшибка на копьях — дуэль или парный поединок на турнире двух рыцарей с копьями верхом на конях. В состязании сражались два рыцаря в полной броне и с тупыми или другими подготовленными копьями. Цель поединка — столкнуть противника с лошади ударом копья или, по крайней мере, поразить щит или шлем соперника.

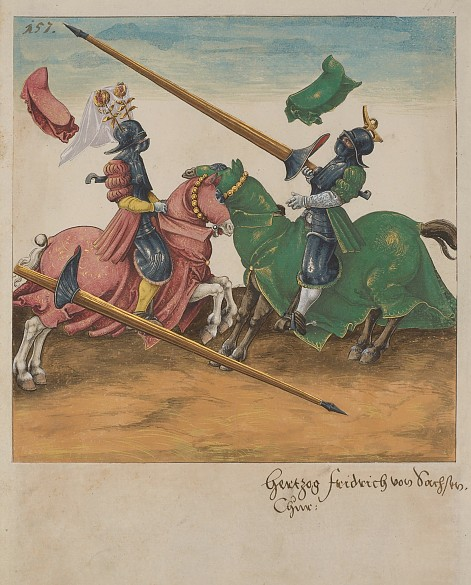
Поединок на боевых копьях. Илл. из турнирной книги императора Максимилиана I «Фрейдаль» (1512)

## Этимология
Слова, обозначающее верховой поединок на копьях в языках стран, где таковые были особенно популярны исторически (фр. Joute équestre, англ. Jousting, нем. Tjost) происходят от старофранцузского joste, от глагола joster — биться на копьях. Восходящего, в свою очередь, к вульгарно-латинскому juxtāre — сближаться, сталкиваться (от лат. juxtā — сближаться, граничить).
В русском языке, помимо, собственно, поединка или сшибки на копьях, это явление также может быть названо заимствованиями из английского и немецкого — джостинг и тьост соответственно.
Упоминания рыцарских поединков на копьях появились в рыцарских романах Высокого Средневековья с конца XII века. Они подробно описаны в поэме Гартмана фон Ауэ «Эрек» (1180—1190) и романе Вольфрама фон Эшенбаха «Парцифаль». В рыцарском «Романе о Мелиадусе» Рустикелло из Пизы (последняя четверть XIII века), относящемуся к многочисленным прозаическим «Романам о Тристане и Изольде», одиннадцатый смельчак из окружения короля Артура, отважившийся принять вызов Старого Рыцаря, Эстор де Маре́с, брат Ланселота Озёрного, был назван «очень хорошим поединщиком на копьях» (mout buen josteor). В XV веке слово начинало выходить из использования; в XVI веке сшибками называли конные бои и скачки. Для каждой из двух дисциплин существовали специальные доспехи и снаряжение, например, штехцойг или реннцойг.

## История

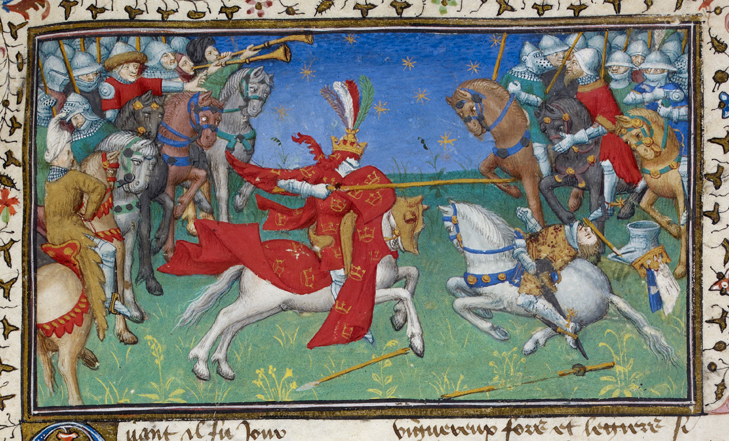
Александр побеждает Пора. Миниатюра из рукописи «Романа об Александре». 1420-е гг.

Рыцарский поединок появился в средние века как часть рыцарской боевой подготовки и приобрёл популярность с XII века.
Поединок на копьях считался высшей дисциплиной рыцарских турниров. Победитель рыцарского поединка получал от проигравшего его снаряжение, оружие, доспехи и лошадь. По этой причине участники сшибок могли как завершить поединок с большими потерями, так и большой прибылью. В результате появились рыцари, которые путешествовали с турнира на турнир, зарабатывая средства к существованию участием в рыцарских поединках и, таким образом, достигая определённого богатства.

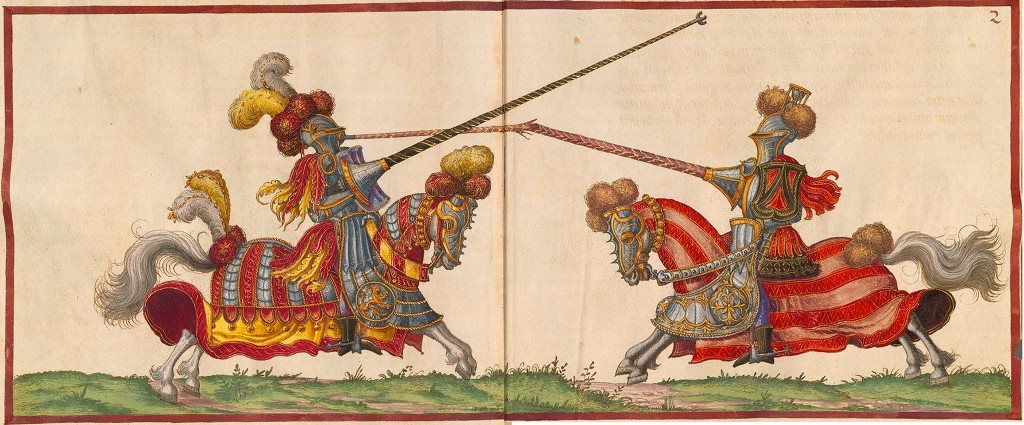
Сшибка на копьях. Иллюстрация Йёрга Броя младшего из фехтовального трактата Пауля Гектора Майра. Около 1544 г.

Начиная с XV века, поединок на копьях перестал быть частью военной подготовки и развивался как спорт. Одним из центров культивирования его становится Бургундия, правители которой герцоги Филипп III Добрый и Карл Смелый являлись не только покровителями, но и участниками турниров. Одним из известных турнирных бойцов-бургундцев был «добрый рыцарь» Жак де Лален, который, по сообщению хрониста Жоржа Шателлена, на турнире в Нанси в июне 1445 года, в присутствии короля Карла VII, герцога Рене Анжуйского и графа Жана Ангулемского, в первый день сумел одолеть в сшибке одного за другим троих, а во второй — восьмерых соперников.

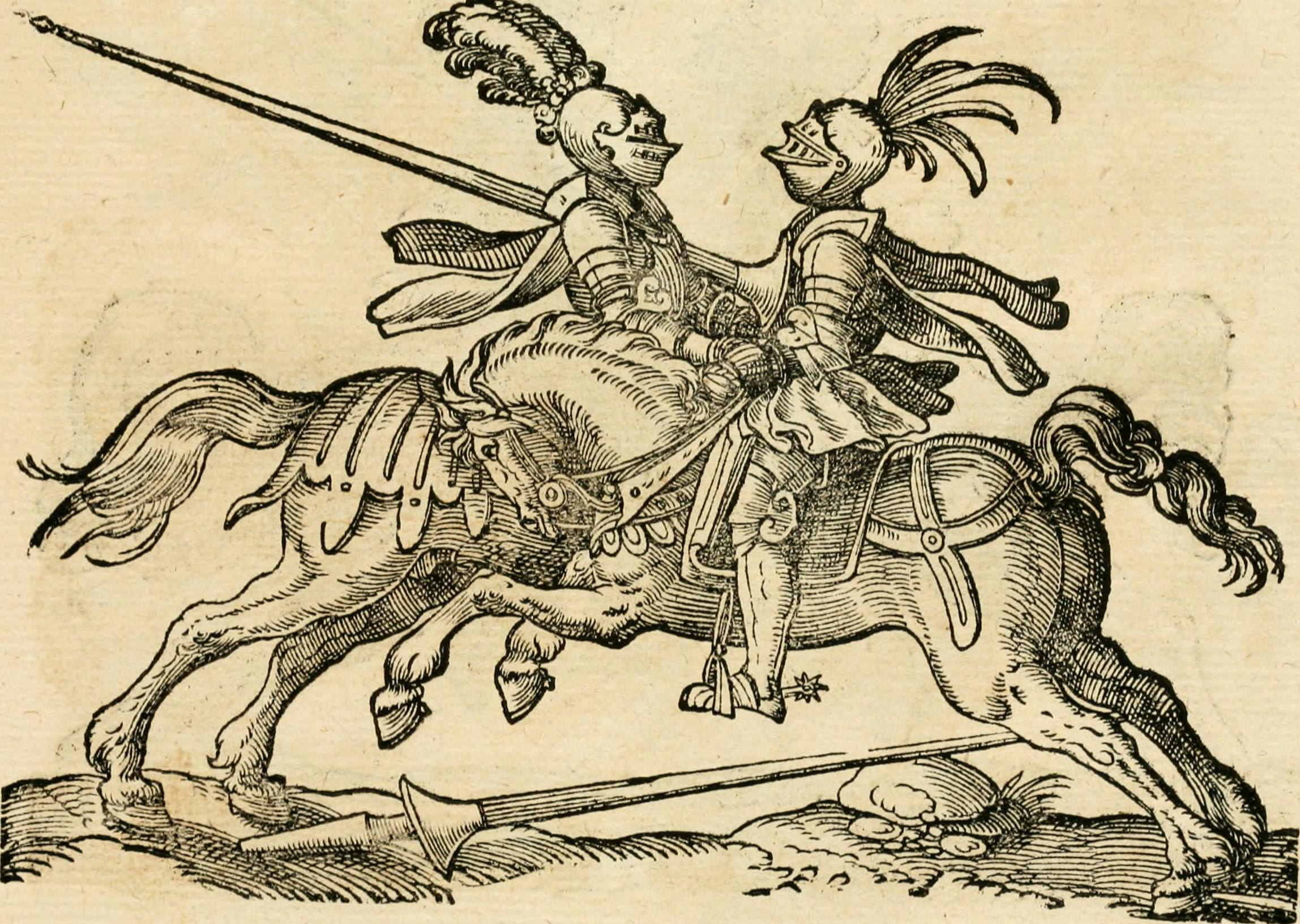
Рыцарский поединок. Ксилография Йоста Аммана из «Книги по искусству». 1599 г.

Из Бургундии мода проникала в другие страны, в частности, в Италию, где проявленное в нём искусство становится обязательным признаком благородства не только для наследственной аристократии, но и высших слоёв городского патрициата. Характерным примером является поэма Анджело Полициано «Стансы на турнир» (1476—1478), написанная по случаю триумфального участия в подобном рыцарском ристалище младшего брата правителя Флоренции Лоренцо Медичи — Джулиано.
Начиная с 1490-х годов, во время правления императора Максимилиана I, известного под прозвищем «Последний рыцарь» (нем. Der letzte Ritter) и составившего турнирный трактат «Фрейдаль», начинает формироваться настоящая «индустрия поединков» с соревнованиями по различным правилам и с различным, специально разработанным оборудованием. Немецкий чиновник и хронист Пауль Гектор Майр в 1540-х годах составил список из более чем дюжины различных видов поединков на копьях.
Эти соревнования проводились на протяжении всего XVI века, как в Германии, так и в Англии. Во Франции же они были запрещены после того, как в 1559 году король Генрих II погиб в результате несчастного случая во время очередного рыцарского поединка. С конца XVI века они стали быстро терять популярность. Последний рыцарский поединок состоялся на свадьбе короля Карла I в 1625 году.

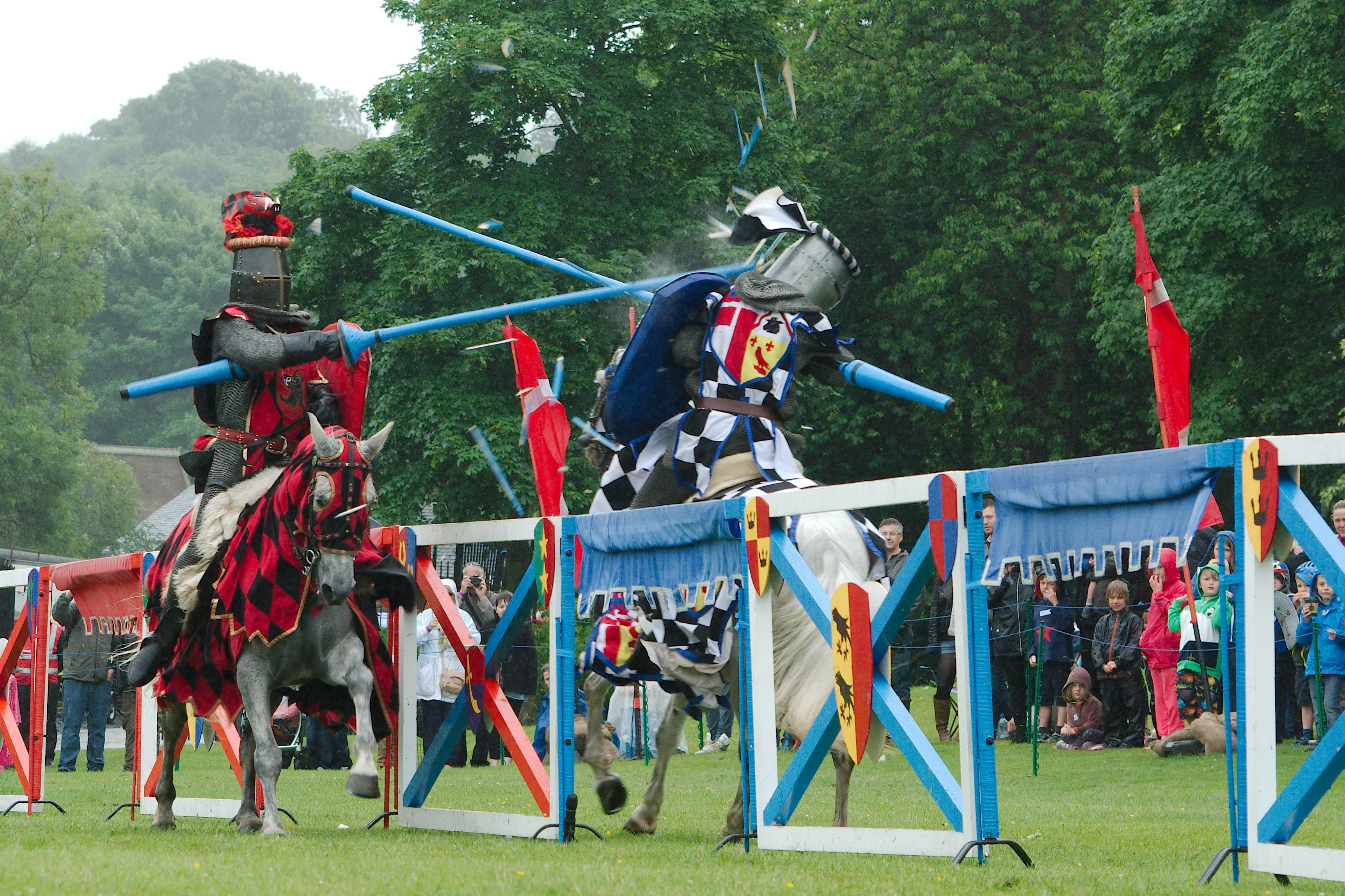
Реконструкция сшибки на копьях

Из-за риска получения травмы, несмотря на тупое оружие и специальные доспехи, поединки на копьях временами запрещался правителями, а также папой римским. Вместо этого были придуманы другие формы поединков, некоторые из которых увидеть сегодня на средневековых фестивалях, таких как Quintana в Асколи-Пичено, а также в конных видах верховой езды.

## Правила
Первоначально правила поединка были немногочисленны и отчасти допускали сражение до смерти («à l'Outrance»»), но со времен поединки всё более ограничивались и стали бескровными. В Англии около 1292 года был выпущен Statutum Armorum, который запретил использование на поединках острое оружие. Также было запрещено атаковать упавшего противника, которому была предоставлена возможность получения помощи от его оруженосцев. Нарушители правил могли лишиться лошади и оружия, а также получить три года тюремного заключения и судебное разбирательство перед королевским судом.
Несмотря на изменения в правилах, для рыцарских поединков всё ещё были характерны частые травмы, а также, хоть и изредка, смерти. Так, французский король Генрих II скончался, получив во время поединка ранение осколками сломавшегося копья противника.
В большинстве случаев победа присуждалась рыцарю, выигравшему три очка. Очки присуждались за точный удар по щиту и шлему. Если удавалось столкнуть противника с лошади, рыцарю давали два очка. Смерть противника давала три очка и, таким образом, победу, даже если фатальный исход поединка не был предусмотрен. Если не было ни точных ударов, ни упавшего врага, очки не присуждались. Поединок проводился до достижения требуемого результата. Если поединок заканчивался ничьей, побеждал тот, кто бил последним.

## Рыцарский поединок сегодня
Сегодня сшибка на копьях практикуется как спорт. Международная лига джостинга (англ. International Jousting League, IJL) объединяет около 355 членов из 22 стран, в том числе и России. Сшибка на копьях представляет главную дисциплину на Турнире святого Георгия, проводящемся в Москве с 2015 года.